# دومينيك بليك
دومينيك بليك (بالإنجليزية: Dominique Blake) هي عداءة سريعة جامايكية، ولدت في 15 فبراير 1987 في ماونت فيرنون في الولايات المتحدة.

## وصلات خارجية
- دومينيك بليك على موقع الاتحاد الدولي لألعاب القوى (الإنجليزية)
- دومينيك بليك على موقع اللجنة الأولمبية الدولية (الإنجليزية)
- دومينيك بليك على موقع أوليمبيديا (الإنجليزية)
- دومينيك بليك على موقع اتحاد ألعاب الكومنولث (مؤرشف) (الإنجليزية)